# Émile Blanchard

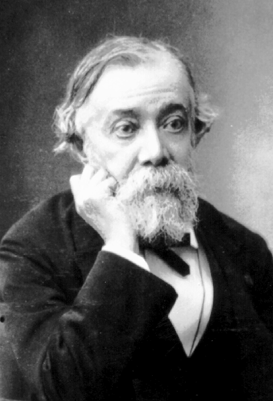
Émile Blanchard

Charles Émile Blanchard (* 7. März 1819 in Paris; † 11. Februar 1900 ebenda) war ein französischer Zoologe und Entomologe.

## Leben und Wirken
Blanchards Vater Émile-Théophile Blanchard (1795–1860) war Künstler und Naturhistoriker. Im Alter von 14 Jahren gewährte ihm Victor Audouin Zugang zu seinem Labor am Muséum national d’histoire naturelle.
Von 1844 bis 1857 nahm Blanchard an mehreren wissenschaftlichen Expeditionen nach Italien und Sizilien teil. Auf der ersten, die am 20. März 1844 begann, begleitete er Henri Milne Edwards und Armand de Quatrefages.

## Ehrungen
1837 wurde Blanchard Mitglied der Société entomologique de France. Er war Mitglied der Gesellschaft Deutscher Naturforscher und Ärzte. Am 10. Februar 1862 wurde Blanchard Mitglied der section d’anatomie et zoologie der Académie des sciences, 1883 war er Präsident der Academie.
Am 15. August 1860 wurde Blanchard Ritter und am 4. März 1875 Offizier der Ehrenlegion.

## Schriften (Auswahl)
Bücher
- Histoire naturelle des insectes orthoptères, névroptères, hémiptères, hyménoptères, lépidoptères et diptères (= Histoire naturelle des animaux articulés, annélides crustcés, arahnides, myriapodes et insectes Band 3). Paris 1840 (Digitalisat).
- Histoire des insectes, traitant de leurs moeurs, et de leurs métamorphoses en général et comprenant une nouvelle classification fondée sur leurs rapports naturels. 2 Bände, Paris 1845 (Digitalisat).
- L’Organisation du règne animal. 38 Lieferungen, Paris 1851–1864.
- La zoologie agricole. Paris 1852–1854 – Diese Arbeit ist bemerkenswert, da sie sehr präzise die Schädlinge darstellt. Das Werk wurde durch seinen Vater bebildert.

Zeitschriftenbeiträge
- Monographie du genre Ommexecha, de la famille des Acridiens. In: Annales de la Société entomologique de France. Band 5, 1836, S. 603–624 (Digitalisat).
- Observations sur le système nerveux des mollusques acéphales, testacés ou lamellibranches. In: Annales des sciences naturelles. Zoologie. 3. Folge, Band 3, 1845, S. 321–340 (Digitalisat).
- Les preuves de la formation récente de la Méditerranée. In: Comptes rendus hebdomadaires des séances de l’Académie des sciences. Band 93, Paris 1881, S. 1042–1048 (Digitalisat).